# Wyspy ABC
Wyspy ABC (nld. ABC-eilanden, pap. Islanan ABC, en. ABC islands) – popularne określenie trzech wysp Aruba, Bonaire i Curaçao w Ameryce Południowej, które geograficznie należą do archipelagu Małe Antyle, grupy Wysp Zawietrznych. Wyspy położone są na Morzu Karaibskim, ponad 100 km od wybrzeży Wenezueli, na szelfie kontynentalnym. Oprócz trzech głównych wysp, w pobliżu znajdują się dwie prywatne zamieszkane wyspy, należące do Aruby: Palm Island i Renaissance oraz dwie niezamieszkane wyspy: Klein Bonaire oraz Klein Curaçao. Wyspy te należą do Królestwa Niderlandów. Aruba i Curaçao są jego krajami autonomicznymi, natomiast Bonaire jest gminą zamorską, która podlega bezpośrednio pod Holandię.

## Wyspy

### główne
| Lp. | Nazwa                  | Status            | Powierzchnia (km²) | Liczba mieszkańców 1 stycznia 2024 | Gęstość zaludnienia |
| --- | ---------------------- | ----------------- | ------------------ | ---------------------------------- | ------------------- |
| 1.  | Aruba                  | kraj autonomiczny | 180                | 108.066                            | 600                 |
| 2.  | Bonaire (pap. Boneiru) | gmina zamorska    | 288                | 25.133                             | 87                  |
| 3.  | Curaçao (pap. Kòrsou)  | kraj autonomiczny | 444                | 185.482                            | 418                 |

### pozostałe
| Lp. | Nazwa                             | Powierzchnia (km²) |
| --- | --------------------------------- | ------------------ |
| 1.  | Klein Bonaire                     | 6,00               |
| 2.  | Klein Curaçao (pap. Klein Corsou) | 1,70               |

### prywatne
| Lp. | Nazwa       | Powierzchnia (km²) |
| --- | ----------- | ------------------ |
| 1.  | Palm Island | 0,10               |
| 2.  | Renaissance | 0,48               |

## Historia
Po raz pierwszy jako holenderskie, wyspy ABC stały się poprzez podboje Holenderskiej Kompanii Zachodnioindyjskiej w XVII w. Wcześniej zmieniały często swoją przynależność, należały m.in. do Wielkiej Brytanii czy Francji.
Zgodnie z traktatem brytyjsko-holenderskim z 1814 r. wyspy ABC stały się własnością Holandii dwa lata później. Kolonia Curaçao i terytoria zależne (Curaçao en Onderhorigheden) obejmowało Curaçao, Arubę i Bonaire. Kolonia ta w roku 1828 została połączona z kolonią Sint Eustatius i terytoria zależne (Sint Eustatius en Onderhorigheden), w skład której wchodziły Wyspy Nawietrzne tj. Sint Eustatius, Saba, Sint Maarten oraz z kolonią Surinam, tworząc nową kolonię (Gouvernement-Generaal van's rijks West-Indische bezittingen) z siedzibą w Paramaribo w Surinamie. W 1845 r. kolonia ta została ponownie rozbita. Kolonia Curaçao i terytoria zależne obejmowała więc od tego czasu wyspy Curaçao, Arubę, Bonaire, Sint Eustatius, Sint Maarten i Sabę.
W roku 1948 kolonię tę przekształcono w Antyle Holenderskie. W 1954 r. Antyle Holenderskie stały się autonomicznym krajem (land) Królestwa Niderlandów.
W 1986 r. z Antyli Holenderskich występuje Aruba, stając się jednocześnie niezależnym krajem (land) Królestwa Niderlandów.
10 października 2010 r. rozwiązano Antyle Holenderskie. W Królestwie Niderlandów utworzono nowe kraje Curaçao i Sint Maarten, jak również podlegające bezpośrednio pod Holandię gminy zamorskie Bonaire, Sint Eustatius i Saba.

## Języki
Języki urzędowe na poszczególnych wyspach:
| Lp. | Wyspa   | Język urzędowy                    |
| --- | ------- | --------------------------------- |
| 1.  | Aruba   | niderlandzki papiamento           |
| 2.  | Bonaire | niderlandzki papiamento           |
| 3.  | Curaçao | niderlandzki papiamento angielski |